# Aeroportul Internațional Jomo Kenyatta
Aeroportul Internațional Jomo Kenyatta (IATA: NBO, ICAO: HKJK) este un aeroport din Nairobi, Nairobi County⁠(d), Kenya ce deservește zona Nairobi. Aeroportul a fost tranzitat în 2021 de 1.942.000 de pasageri. A fost deschis în 1958 și numit după Jomo Kenyatta.
Situat la o altitudine de 1.624 m, aeroportul dispune de 1 pistă. Este operat de Kenya Airports Authority⁠(d).

## Infrastructură

### Piste
Aeroportul dispune de o singură pistă. Pista 06/24 are suprafața de asfalt și dimensiunile 4.117 m × 45 m. 